# Paracarphotricha
Paracarphotricha is een geslacht van insecten uit de familie van de Boorvliegen (Tephritidae), die tot de orde tweevleugeligen (Diptera) behoort.

## Soort
- P. alpestris (Pokorny, 1887)